# East Entrance Checking Station
Ne doit pas être confondu avec East Entrance Residence.
La East Entrance Checking Station est une station de rangers américaine dans le comté de Kane, dans l'Utah. Situé le long de l'Utah State Route 9 à l'entrée est du parc national de Zion, cet édicule a été construit en 1934 ou 1935 par le Civilian Conservation Corps. Dans le style rustique du National Park Service, il est inscrit au Registre national des lieux historiques depuis le 14 février 1987.